# Азаров, Семён Иванович
Семён Ива́нович Аза́ров (бел. Сямён Іванавіч Азараў; 18 [31] января 1909, Вилейка, Чаусская волость, Чаусский уезд, Могилёвская губерния — 8 мая 1942 года, Кестеньга, Лоухский район, Карело-Финская ССР) — советский военный, участник советско-финской и Великой Отечественной войн, командир 290-го стрелкового полка 186-й стрелковой дивизии 14-й армии Карельского фронта, Герой Советского Союза (1943), подполковник.

## Биография
Родился 18 (31) января 1909 года в деревне Вилейка Могилёвской губернии (ныне Чаусский район, Могилёвская область, Белоруссия) в крестьянской семье. По национальности белорус. Окончил 7 классов школы.
В Красной Армии с 1928 года. С 1931 года, после окончания Ленинградской военной пехотной школы, служил в стрелковых частях на Крайнем Севере. Член ВКП(б) с 1937 года
Участвовал в советско-финской войне 1939—1940 годов командиром стрелкового батальона. Был награждён орденом Красной Звезды.

### Великая Отечественная война
Участник Великой Отечественной войны с 1941 года. В начальный период войны капитан С. И. Азаров проходил службу в штабе 14-й армии.
В июле 1941 года в советское Заполярье вторглись крупные силы гитлеровской армии «Норвегия». В тяжёлых кровопролитных боях на рубеже реки Западной Лицы двум стрелковым дивизиям 14-й армии удалось остановить продвижение противника. Но в сентябре 1941 года фашистские войска возобновили наступление, планируя нападение на город-порт Мурманск. Из добровольцев, бойцов народного ополчения Мурманска была сформирована 186-я Полярная стрелковая дивизия. Опытный офицер-фронтовик С. И. Азаров был назначен командиром 290-го стрелкового полка этой дивизии.
В сентябрьских боях на Западной Лице новое соединение вместе с другими дивизиями 14-й армии прочно закрыло фашистам путь на Мурманск.
В период позиционной войны командование Карельского фронта проводило на отдельных направлениях наступательные операции местного значения. В апреле—мае 1942 года такая операция была предпринята советскими войсками против немецкой группировки на кестеньгском направлении. Перед 298-м стрелковым полком, которым командовал подполковник С. И. Азаров, была поставлена задача: овладеть высотой Фигурная — мощным узлом вражеской обороны на правом фланге.
На рассвете 8 мая 1942 года советские войска начали наступление. Решением комполка Азарова было: оседлать дорогу Окунева Губа — Кестеньга, что южнее высоты Фигурная, отрезать боевые порядки противника от его баз, а после этого захватить укреплённую немецкими войсками высоту. В ходе наступления на командный пункт (КП), где расположился штаб 290-го стрелкового полка, прорвалась группа немецких автоматчиков, однако в схватке была уничтожена. Во время наступления командир С. И. Азаров был смертельно ранен пулей. Перед смертью, подполковник Азаров, выкрикнул: «Вперёд, на высоту!». Выполняя последний приказ своего командира, советские войска овладели высотой.
Подполковник С. И. Азаров похоронен в посёлке Кестеньга Лоухского района Карелии.
Указом Президиума Верховного Совета СССР «О присвоении звания Героя Советского Союза начальствующему и рядовому составу Красной Армии» от 22 февраля 1943 года за «образцовое выполнение боевых заданий командования на фронте борьбы с немецкими захватчиками и проявленные при этом мужество и геройство» подполковнику Азарову Семёну Ивановичу посмертно присвоено звание Героя Советского Союза.

## Награды
- медаль «Золотая Звезда» Героя Советского Союза
- орден Ленина
- орден Красной Звезды

## Память
- Именем С. И. Азарова названы улицы:
  - в посёлке сельского типа Кестеньга Лоухского района Республики Карелии.
  - в городе Чаусы Могилёвской области Белоруссии.
- На аллее Героев в городе Чаусы вывешен портрет Азарова.
- В городе Чаусы Могилевской области Республики Беларусь, на улице названной в честь С. И. Азарова, установлен его памятник.